# Alojzy Anzelieri
Alojzy Anzelieri herbu własnego (wł. Aloisio Anzelieri; ur. w XVII wieku, zm. po 1694) – włoski hrabia, doktor filozofii i medycyny, tajny sekretarz królewski i lekarz nadworny króla Jana III Sobieskiego.

## Życiorys
Pochodził ze szlacheckiej rodziny z Republiki Weneckiej, studiował na uniwersytecie w Padwie, uzyskał tam tytuł doktora filozofii i medycyny. W 1675 przybył do Polski, 20 marca tego roku został profesorem Akademii Zamojskiej, gdzie wykładał fizykę. Uczelnia ta w tym czasie chyliła się ku upadkowi, przeżywała kłopoty finansowe, w 1675 naukę podjęło tylko 11 nowych studentów. W związku z tym Anzelieri 20 kwietnia 1676 zrezygnował z katedry fizyki i podjął pracę u hetmana Dymitra Wiśniowieckiego, jako lekarz i doradca. W 1677 wyjechał do Turcji, był członkiem poselstwa Jana Krzysztofa Gnińskiego do sułtana Mehmeda IV, celem misji była ratyfikacja traktatów żurawińskich. Do Polski wrócił na początku 1679, w roku tym odbył podróż do Padwy, towarzyszył jako medyk i przewodnik młodemu Stanisławowi Myszkowskiemu, wojewodzicowi bełskiemu.
8 marca 1679 Anzelieri wpisał się do księgi Nacji Polskiej w Padwie. Jego wiedza medyczna oraz zdolności polityczne były znane w Rzeczypospolitej, król Jan III Sobieski mianował go sekretarzem tajnym (secretarius intimus) i lekarzem nadwornym.
Przy boku króla odbył kampanię wiedeńską, był uczestnikiem walk z Turkami pod Żwańcem i przy oblężeniu Kamieńca Podolskiego. W uznaniu zasług dla Rzeczypospolitej otrzymał w kwietniu 1694 indygenat i tytuł hrabiego.